# 埃爾卡爾門區 (欽查省)

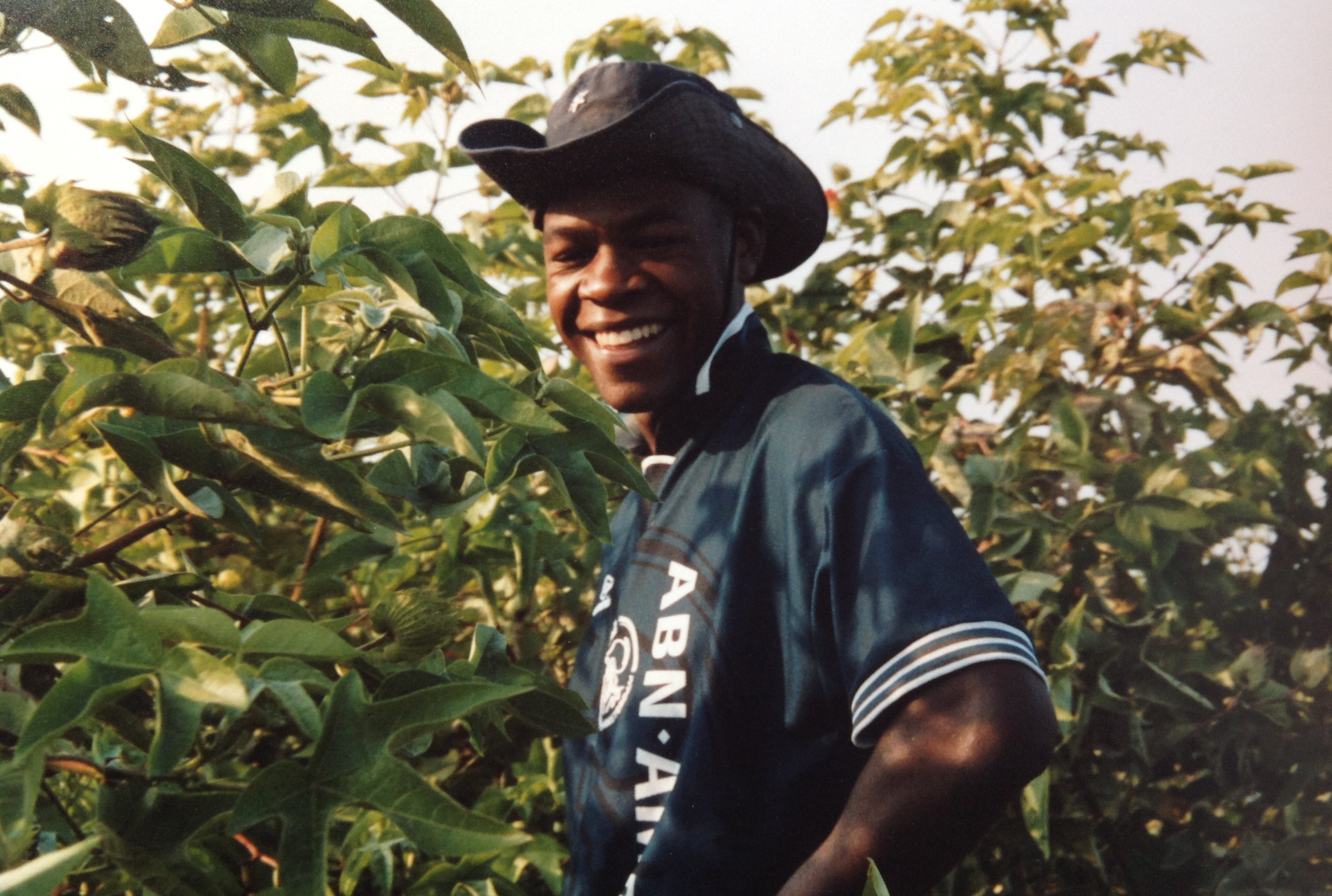

埃爾卡爾門區（西班牙語：Distrito de El Carmen）是秘魯的一個區，位於該國中南部伊卡大區的欽查省，始建於1916年8月28日，面積790.8平方公里，海拔高度155米，2012年人口12,777，人口密度每平方公里16人。